# Списак министара унутрашњих послова Северне Македоније
На овој страни налази се списак министара унутрашњих послова Северне Македоније.

## Социјалистичка Република Македонија(1945–1991)
| Слика | Почетак мандата    | Крај мандата       | Име и презиме (Година рођења и смрти) | Белешка                                                                                 |
| ----- | ------------------ | ------------------ | ------------------------------------- | --------------------------------------------------------------------------------------- |
|       | 16. април 1945.    | 11. фебруар 1946.  | Кирил Петрушев (1895–1980)            | Министар унутрашњих послова у првој влади Лазара Колишевског                            |
|       | 11. фебруар 1946.  | 19. децембар 1953. | Цветко Узуновски (1912–1993)          | Министар унутрашњих послова у првој, другој, трећој и четвртој влади Лазара Колишевског |
|       | 29. децембар 1971. | 8. мај 1974.       | Љупче Арнаудовски (1931–)             |                                                                                         |
|       | 8. мај 1974.       | 28. април 1982.    | Мирко Буневски (1928–)                |                                                                                         |
|       | 28. април 1982.    | 28. април 1986.    | Љубомир Варошлија                     |                                                                                         |
|       | 28. април 1986.    | 20. март 1991.     | Александар Андоновски (1936–2005)     |                                                                                         |

## Северна Македонија(1991–сада)
| Слика | Почетак мандата    | Крај мандата       | Име и презиме (Година рођења и смрти) | Странка    | Белешка |
| ----- | ------------------ | ------------------ | ------------------------------------- | ---------- | ------- |
|       | 20. март 1991.     | 19. децембар 1991. | Јордан Мијалков (1932–1991)           |            |         |
|       | 10. јануар 1992.   | 23. фебруар 1996.  | Љубомир Фрчкоски (1957–)              | СДСМ       |         |
|       | 23. фебруар 1996.  | 30. новембар 1998. | Томислав Чокревски (1934–)            | СДСМ       |         |
|       | 30. новембар 1998. | 27. децембар 1999. | Павле Трајанов (1952–)                | ДА         |         |
|       | 27. децембар 1999. | 13. мај 2001.      | Доста Димовска (1954–2011)            | ВМРО-ДПМНЕ |         |
|       | 13. мај 2001.      | 1. новембар 2002.  | Љубе Бошкоски (1960–)                 | ВМРО-ДПМНЕ |         |
|       | 1. новембар 2002.  | 2. јун 2004.       | Хари Костов (1959–)                   | СДСМ       |         |
|       | 2. јун 2004.       | 17. децембар 2004. | Силјан Аврамовски (1960–)             | СДСМ       |         |
|       | 17. децембар 2004. | 26. август 2006.   | Љубомир Михајловски (1954–1991)       | СДСМ       |         |
| десно | 26. август 2006.   | 12. мај 2015.      | Гордана Јанкулоска (1975–)            | ВМРО-ДПМНЕ |         |
|       | 13. мај 2015.      | 11. новембар 2015. | Митко Чавков (1963–)                  | ВМРО-ДПМНЕ |         |
|       | 11. новембар 2015. | 19. мај 2016.      | Оливер Спасовски (1976–)              | СДСМ       |         |
|       | 20. мај 2016.      | 31. август 2016.   | Митко Чавков (1960–)                  | ВМРО-ДПМНЕ |         |
|       | 1. септембар 2016. | 2. септембар 2016. | Оливер Андонов (1971–)                | ВМРО-ДПМНЕ |         |
|       | 2. септембар 2016. | 29. децембар 2016. | Оливер Спасовски (1976–)              | СДСМ       |         |
|       | 29. децембар 2016. | 31. мај 2017.      | Агим Нухиу (1977–)                    | ДУИ        |         |
|       | 31. мај 2017.      |                    | Оливер Спасовски (1976–)              | СДСМ       |         |